# メキシコ共和国

メキシコ共和国
República Mexicana (スペイン語)

1835年頃のメキシコ共和国の範囲

メキシコ共和国（メキシコきょうわこく、スペイン語: República Mexicana、スペイン語: República Centralista）は、1824年に制定された連邦共和制の憲法（1824年メキシコ憲法）を廃止し、中央集権となっていた時期のメキシコである。
1836年にテキサス共和国が独立し、1846年4月に米墨戦争（1846年 - 1848年）が起こったため、1846年8月に前憲法が復活して合衆国に戻った。人口784万3132人（1836年）、701万6300人（1842年）、面積435万平方キロメートルだった。

## 歴史

### テキサス共和国
1836年3月2日にコアウイラ・イ・テハス州の内、現在のアメリカのテキサス州及びその周辺が分離、独立した。無論、メキシコ合衆国はこれを認めなかった。メキシコ世論ではテキサス奪還が強く、アメリカへの合併も避けたかったが、当時は国内情勢が不安定であったためその態勢を取れなかった。

### テキサス併合と米墨戦争
結局、テキサス共和国はアメリカに併合され（テキサス併合）、翌年からの米墨戦争のきっかけとなった。